# Femmes derrière un voile
Femmes derrière un voile (en chinois : 隔帘花影, Gé lián huāyǐng, EFEO Ko-lien-hoa-ying) est un roman anonyme chinois de la seconde moitié du XVIIe siècle. C'est la troisième suite du Jin Ping Mei, son auteur s'étant beaucoup inspiré de la Suite du Jin Ping Mei de Ding Yaokang (Ting Yao Kang) (c'est-à-dire de la deuxième suite, la première étant perdue). Il est connu en chinois sous deux titres : Ombres de femmes derrière un écran (隔帘花影) et Rétributions sur trois générations (三世報).
L'histoire se déroule au XIIe siècle à la fin de la dynastie Song. Écrit après la chute de la dynastie Ming en 1644, l'ouvrage, en rappelant les malheurs des Song, a des connotations politiques.
L'idée de rétribution propre au bouddhisme, et la métempsycose qui lui est associée, est ici un ressort romanesque : les personnages encore vivants à la fin du Jin Ping Mei le sont toujours, tandis que les morts reviennent hanter le récit, pour être récompensés ou punis.
Mais Femmes derrière un voile se place surtout dans la lignée des romans érotiques chinois. Le milieu dans lequel se déroule le récit est celui des parvenus sans culture propres à la période troublée de la chute de la dynastie Ming. Les relations amoureuses qui y sont décrites sont d'ordre charnel, sans dimension spirituelle. Même si l'on trouve encore dans ce roman une expression tirée des anciens manuels de sexualité taoïste comme « neuf coups peu profonds suivis d'un seul profond », l'influence de ces manuels s'était à cette époque perdue dans la littérature érotique chinoise.
Les scènes de sadisme d'une femme envers une autre ne sont pas rares dans la littérature érotique chinoise, et on en trouve un exemple dans Femmes derrière un voile.

### Traduction
Femmes derrière un voile, adapté par Franz Kuhn, Calmann-Lévy, 1962 (adaptation en français de la traduction allemande : Blumenschatten hinter dem Vorhang, trad. Franz Kuhn, Fribourg, 1956).